# 18771 Sisiliang
18771 Sisiliang este un asteroid din centura principală de asteroizi.

## Descriere
18771 Sisiliang este un asteroid din centura principală de asteroizi. A fost descoperit pe 10 mai 1999 la Socorro, New Mexico, în cadrul proiectului LINEAR. Asteroidul prezintă o orbită caracterizată de o semiaxă mare de 2,40 ua, o excentricitate de 0,19 și o înclinație de 2,1° în raport cu ecliptica.